# Schorssteeltje
Schorssteeltje (Chaenotheca) is een geslacht van schimmels uit de familie Coniocybaceae. De structuren voor seksuele voortplanting zijn een massa losse ascosporen die worden omsloten door een komvormig excipel dat bovenop een kleine steel zit en eruitziet als een naald (mazaedium genoemd).

## Soorten
Volgens Index Fungorum telt het geslacht 28 soorten (peildatum maart 2023):
| Soortnaam                                          | Auteur(s)                  | Publicatiejaar |
| -------------------------------------------------- | -------------------------- | -------------- |
| Chaenotheca balsamconensis                         | J.L. Allen & McMullin      | 2015           |
| Chaenotheca biesboschii                            | Tibell & van der Pluijm    | 2019           |
| Chaenotheca brachypoda (groen schorssteeltje)      | (Ach.) Tibell              | 1987           |
| Chaenotheca brunneola (bruin schorssteeltje)       | (Ach.) Müll. Arg.          | 1862           |
| Chaenotheca chlorella (klein schorssteeltje)       | (Ach.) Müll. Arg.          | 1862           |
| Chaenotheca chloroxantha                           | Tibell                     | 2001           |
| Chaenotheca chrysocephala (geel schorssteeltje)    | (Ach.) Th. Fr.             | 1860           |
| Chaenotheca citriocephala                          | (F. Wilson) Tibell         | 1985           |
| Chaenotheca confusa                                | Tibell                     | 1998           |
| Chaenotheca degelii                                | Tibell                     | 1983           |
| Chaenotheca deludens                               | Tibell                     | 1987           |
| Chaenotheca erkahomattiorum                        | Selva                      | 2013           |
| Chaenotheca ferruginea (roestbruin schorssteeltje) | (Turner ex Sm.) Mig.       | 1930           |
| Chaenotheca furfuracea (lichtend schorssteeltje)   | (L.) Tibell                | 1984           |
| Chaenotheca gracilenta                             | (Ach.) Mattsson & Middelb. | 1987           |
| Chaenotheca gracillima                             | (Vain.) Tibell             | 1984           |
| Chaenotheca hispidula (kort schorssteeltje)        | (Ach.) Zahlbr.             | 1922           |
| Chaenotheca hygrophila                             | Tibell                     | 1980           |
| Chaenotheca laevigata                              | Nádv.                      | 1934           |
| Chaenotheca longispora                             | Reese Næsborg & Tibell     | 2019           |
| Chaenotheca nitidula                               | Tibell                     | 2002           |
| Chaenotheca papuensis                              | Aptroot & Tibell           | 2003           |
| Chaenotheca phaeocephala                           | (Turner) Th. Fr.           | 1861           |
| Chaenotheca selvae                                 | Maloles & McMullin         | 2018           |
| Chaenotheca stemonea (stoffig schorssteeltje)      | (Ach.) Müll. Arg.          | 1862           |
| Chaenotheca succina                                | Rikkinen & A.R. Schmidt    | 2018           |
| Chaenotheca trichialis (grijs schorssteeltje)      | (Ach.) Hellb.              | 1870           |
| Chaenotheca xyloxena (droog schorssteeltje)        | Nádv.                      | 1934           |